# Cornwall (Ontario)
Cornwall és una ciutat canadenca, situada a la part oriental de la província d'Ontario. Segons el cens del 2006, la seva població era de 45.965 habitants.

## Topònim
Va ser nomenat Cornwall en honor del príncep Jordi, duc de Cornualla (Cornwall en anglès).

## Situació
Es troba a la vora del riu Sant Llorenç, a prop de l'autopista 401, a prop de les fronteres del Quebec i de la Frontera entre els Estats Units i el Canadà (Estat de Nova York). La ciutat es troba a gairebé 100 km d'Ottawa, la capital del Canadà, i a 100 km de la metròpoli de Montreal, Quebec.

## Història

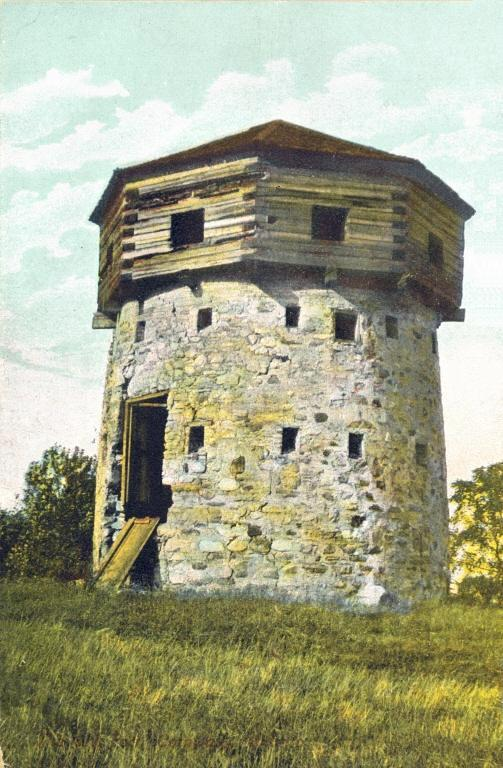
The Old Fort, Cornwall, Ont., Vers 1910

La ciutat va ser fundada el 1784 pels lleials, fugint de la Revolució Americana pel lloc de Pointe Malugne de l'Estat de Nova York, com l'havien anomenat els colons francesos.

## Demografia
La ciutat de Cornwell serveix de model canadenc amb una gran població francòfona (30,5%) % el 2001), i la seva proximitat a la reserva indígena d'Akwesasne.
| 2001  | 2006  | 2011  | 2016  |
| ----- | ----- | ----- | ----- |
| 45640 | 45965 | 46340 | 46589 |

## Economia
L'economia de Cornwall ha depèn molt de temps de la fàbrica de paper de Domtar, una empresa de paper del Quebec, que va ser la principal empresa de la ciutat fins al 2005, quan va tancar a causa dels costos de producció. Des de llavors, l'economia de Cornwell s'ha diversificat per incloure més serveis comercials i altres indústries manufactureres més petites.

## Personalitats de Cornwall

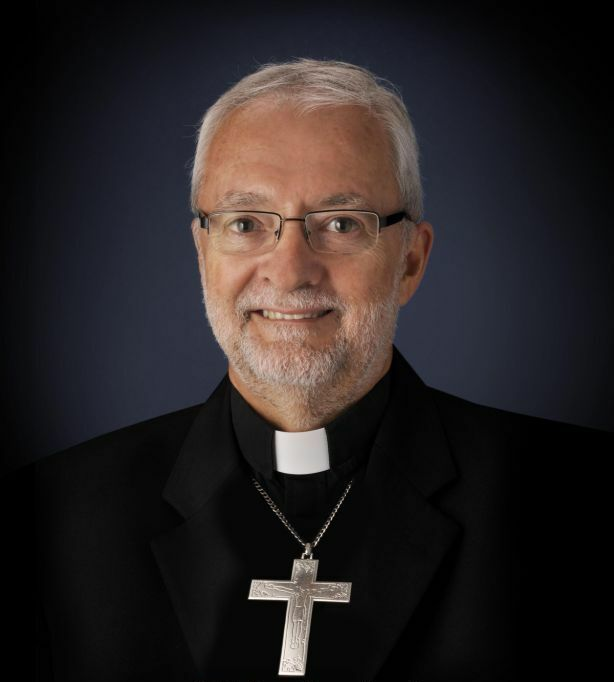
M Luc Bouchard

- John Sandfield Macdonald, advocat de formació i primer ministre d'Ontario
- L'actor de Hollywood Ryan Gosling
- Exjugador de la Lliga Nacional d'Hoquei Chad Kilger
- El polític Guy Lauzon
- La llegenda de l'hoquei Édouard Lalonde, capità dels Montreal Canadiens de la dècada de 1910 i que els va ajudar a guanyar la seva primera Stanley Cup el 1916
- Nathan Phillips, exalcalde de Toronto
- Thérèse Motard, música de renom mundial, membre del Riverdale String Quartet iniciat per Rosemonde Laberge, membre del grup juvenil musical Derouin-Motard-Durand que està de gira per França.
- Joël Derouin reconegut compositor i músic a Califòrnia. Estudiant de Rosemonde Laberge, és conegut per la seva música amb Céline Dion, Burt Bacharach, Barbra Streisand, K.d. lang, Alanis Morissette, entre d'altres.
- M Luc Bouchard, sacerdot catòlic, bisbe de la diòcesi de Saint-Paul a Alberta i després de la diòcesi de Trois-Rivières al Quebec.
- Duncan McNaughton (1910-1998), campió olímpic de salt d'alçada el 1932.